# Хиндасвинт
Хиндасвинт (Chindaswinth; * 563; † 30 септември 653) e крал на вестготите от 17 април 642 г. до 653 г.
Той е избран на 17 април 642 г. в Пампилика в провинция Бургос за крал след бунта против Тулга. Тогава е на 79 години. На 30 април е въведен в служба вероятно в Толедо. Тулга го вкарват в манастир.
Управлява с голяма твърдост. Избива 200 души от висшото благородничество и 500 от средното.
Състоянието им е конфискувано, техните жени и дъщери разпределя между своите привърженици.
Издига на 20 януари 649 г. синът си Рекесвинт за съ-владетел.
Другият му син Теодефред става баща на Родерих, който става крал през 710 г.
Омъжва своя племенница за византийския беглец Ардабаст, а техният син Ервиг става крал на вестготите през 680 г.
Умира на 30 септември 653 г. Наследява го синът му Рекесвинт.